# Jürgen
Jürgen är ett tyskt mansnamn. Det är en form av Georg, vars danska form är Jörgen.

## Personer med förnamnet Jürgen
- Jürgen Barth, tysk racerförare
- Jürgen Damm, mexikansk fotbollsspelare
- Jürgen Habermas, tysk filosof och sociolog
- Jürgen Klinsmann, tysk fotbollsspelare
- Jürgen Klopp, tysk fotbollstränare.
- Jurgen Mellin (1633–1713), riksråd, fältmarskalk, generalguvernör
- Jürgen Sparwasser
- Jürgen Wrangel, konstnär
- Jürgen Wullenwever